# 豊中南郵便局
豊中南郵便局（とよなかみなみゆうびんきょく）は、大阪府豊中市にある郵便局。民営化前の分類では集配普通郵便局であった。

## 概要
住所：〒561-8799 大阪府豊中市穂積2-2-8

### 分室
現在はなし。過去に存在した分室は以下のとおり。
- 大阪国際空港内分室 (41773A)（北緯34度47分26.6秒 東経135度26分30.0秒 / 北緯34.790722度 東経135.441667度） - 大阪国際空港ターミナルビル中央ブロック1階に設置。取扱は郵便・貯金関連業務のみ。2014年（平成26年）1月18日に豊中郵便局大阪国際空港内分室 (41085A) として親局の変更が行われ、貯金関連業務が廃止された。

## 沿革
- 1970年（昭和45年）3月23日 - 豊中南郵便局として、豊中市服部寿町に開局[1]。
- 1999年（平成11年）7月12日 - 豊中市服部寿町四丁目1-24から同市穂積二丁目2-8に移転。
- 2000年（平成12年）2月1日 - 豊中郵便局から「560-08xx」区域の集配業務を移管（同時に「561-08xx」に変更）。
- 2000年（平成12年）8月14日 - 外国通貨の両替および旅行小切手の売買に関する業務取扱を開始。
- 2007年（平成19年）7月30日 - 豊中郵便局伊丹空港内分室を豊中南郵便局大阪国際空港内分室へ所属変更（41085A→41773A）[2]。
- 2007年（平成19年）10月1日 - 民営化に伴い、併設された郵便事業豊中南支店に一部業務を移管。
- 2012年（平成24年）10月1日 - 日本郵便株式会社発足に伴い、郵便事業豊中南支店を豊中南郵便局に統合。
- 2014年（平成26年）1月18日 - 豊中南郵便局大阪国際空港内分室を豊中郵便局大阪国際空港内分室へ改称・所属変更（41773A→41085A）、取扱業務を郵便のみに変更[3]。

## 取扱内容
- 郵便、印紙、ゆうパック、内容証明
- 貯金、為替、振替、振込、国際送金、国債、投資信託
- 生命保険、バイク自賠責保険、自動車保険
- 地方公共団体事務（豊中市ごみ処理券・ごみ袋の販売）
- ゆうちょ銀行ATM
- 豊中市内の中、南部地域（府道伊丹豊中線以南=走井は伊丹豊中線以北を含む、府道旧大阪中央環状線以南=新千里南町は除く）、（「561-08xx」区域）の集配業務
- ゆうゆう窓口

## 風景印
- 図柄は日本民家集落博物館(南部の曲家(岩手県)、服部緑地)、豊中インターチェンジ、天竺川の松並木）。局名表記は「豊中南」
- 使用開始日は1985年(昭和60年)7月23日

## 周辺
- 大阪音楽大学
- 国道176号
- 国道479号

## アクセス
- 阪急宝塚線 服部天神駅から徒歩約17分
- 阪急バス阪北線21・22系統 服部寿町三丁目停留所下車
- 名神高速道路 豊中ICから北東へ約1.5km、阪神高速池田線 豊中南出入口から東へ約700m
- 大阪府道606号沿い。
- 駐車場あり：15台